# Schweizer Fussballmeisterschaft 1907/1908
Jedenáctý ročník Schweizer Fussballmeisterschaft 1907/1908 (česky: Švýcarské fotbalové mistrovství) se konal za účastí již 15 klubů.
Patnáct klubů bylo rozděleno do dvou skupin (východ a západ), poté se vítězové skupin utkali proti sobě. Sezonu vyhrál podruhé ve své historii FC Winterthur, který porazil ve finále BSC Young Boys 4:1.